# FC Irtysh Omsk
El FC Irtysh Omsk (del ruso: ФК Иртыш Омск) es un club de fútbol ruso de la ciudad de Omsk, fundado en 1946. El club disputa sus partidos como local en el estadio Estrella Roja y juega en la Liga de Fútbol Profesional de Rusia, el tercer nivel en el sistema de ligas ruso.

## Cambios de nombre
- Krylia Sovetov (Крылья Советов) en 1946–1947
- Team of the Factory Baranov (Команда Завода имени Баранова) en 1948
- Bolshevik (Большевик) en 1949
- Krasnaja Zvezda (Красная Звезда, «Estrella Roja») en 1957
- Irtysh (Иртыш) en 1958
- Irtysh-1946 (Иртыш-1946) de 2006 a 2009
- Irtysh (Иртыш) desde 2009

## Historia
El club fue fundado en 1946 como Krylia Sovetov (Крылья Советов), pero cambió a Equipo de la fábrica Baranov (Команда Завода имени Баранова) en 1948 y Bolshevik (Большевик) en 1949. El club volvió a sufrir un cambio de denominación cuando fue renombrado Krasnaja Zvezda (Красная Звезда; en español "estrella roja") en 1957 y un año después adoptó su nombre actual Irtysh (Иртыш). Tan solo en el periodo 2006-2009 fue alterado el nombre a Irtysh-1946 (Иртыш-1946).
Su mejor resultado fue el subcampeonato conseguido en el grupo oriental de la Primera División de Rusia, el segundo nivel de ligas del fútbol ruso, en la temporada 1992. El equipo no pudo mantener el buen nivel y descendió a la Segunda División de Rusia en 1995. Fue ascendido a la Primera División en 1996, pero descendió de nuevo a segunda en 1998. El Irtysh Omsk ascendió finalmente a la Primera División en 2009 como campeón de la zona este. Pero esta vuelta duró solo una temporada y el Irtysh perdió nuevamente la categoría.

## Jugadores

### Equipo 2019/20
Actualizado el 2 de mayo de 2020, según RFU.